# Distrito de La Tour-du-Pin
El distrito de La Tour-du-Pin es un distrito (en francés arrondissement) de Francia, que se localiza en el departamento de Isère, de la región de Ródano-Alpes (en francés Rhône-Alpes). Cuenta con 11 cantones y 137 comunas.

## División territorial

### Cantones
Los cantones del distrito de La Tour-du-Pin son:
1. Cantón de Bourgoin-Jallieu-Nord
2. Cantón de Bourgoin-Jallieu-Sud
3. Cantón de Crémieu
4. Cantón de Le Grand-Lemps
5. Cantón de L'Isle-d'Abeau
6. Cantón de Morestel
7. Cantón de Le Pont-de-Beauvoisin
8. Cantón de Saint-Geoire-en-Valdaine
9. Cantón de La Tour-du-Pin
10. Cantón de La Verpillière
11. Cantón de Virieu

### Comunas
| 1. Les Abrets (38001)                         | 2. Annoisin-Chatelans (38010)           | 3. Aoste (38012)                      | 4. Apprieu (38013)                     |
| 5. Arandon (38014)                            | 6. Les Avenières (38022)                | 7. Badinières (38024)                 | 8. La Balme-les-Grottes (38026)        |
| 9. Belmont (38038)                            | 10. Bilieu (38043)                      | 11. Biol (38044)                      | 12. Bizonnes (38046)                   |
| 13. Blandin (38047)                           | 14. Bonnefamille (38048)                | 15. Le Bouchage (38050)               | 16. Bourgoin-Jallieu (38053)           |
| 17. Bouvesse-Quirieu (38054)                  | 18. Brangues (38055)                    | 19. Burcin (38063)                    | 20. La Bâtie-Divisin (38028)           |
| 21. La Bâtie-Montgascon (38029)               | 22. Bévenais (38042)                    | 23. Cessieu (38064)                   | 24. Chamagnieu (38067)                 |
| 25. La Chapelle-de-la-Tour (38076)            | 26. Charancieu (38080)                  | 27. Charavines (38082)                | 28. Charette (38083)                   |
| 29. Chassignieu (38089)                       | 30. Chimilin (38104)                    | 31. Chozeau (38109)                   | 32. Châbons (38065)                    |
| 33. Châteauvilain (38091)                     | 34. Chèzeneuve (38102)                  | 35. Chélieu (38098)                   | 36. Colombe (38118)                    |
| 37. Corbelin (38124)                          | 38. Courtenay (38135)                   | 39. Crachier (38136)                  | 40. Creys-Mépieu (38139)               |
| 41. Crémieu (38138)                           | 42. Dizimieu (38146)                    | 43. Doissin (38147)                   | 44. Dolomieu (38148)                   |
| 45. Domarin (38149)                           | 46. Eydoche (38159)                     | 47. Faverges-de-la-Tour (38162)       | 48. Fitilieu (38165)                   |
| 49. Flachères (38167)                         | 50. Four (38172)                        | 51. Frontonas (38176)                 | 52. Le Grand-Lemps (38182)             |
| 53. Granieu (38183)                           | 54. Hières-sur-Amby (38190)             | 55. L'Isle-d'Abeau (38193)            | 56. Leyrieu (38210)                    |
| 57. Longechenal (38213)                       | 58. Massieu (38222)                     | 59. Maubec (38223)                    | 60. Merlas (38228)                     |
| 61. Meyrié (38230)                            | 62. Montagnieu (38246)                  | 63. Montalieu-Vercieu (38247)         | 64. Montcarra (38250)                  |
| 65. Montferrat (38256)                        | 66. Montrevel (38257)                   | 67. Moras (38260)                     | 68. Morestel (38261)                   |
| 69. Nivolas-Vermelle (38276)                  | 70. Optevoz (38282)                     | 71. Oyeu (38287)                      | 72. Paladru (38292)                    |
| 73. Panissage (38293)                         | 74. Panossas (38294)                    | 75. Parmilieu (38295)                 | 76. Le Passage (38296)                 |
| 77. Passins (38297)                           | 78. Le Pin (38305)                      | 79. Le Pont-de-Beauvoisin (38315)     | 80. Porcieu-Amblagnieu (38320)         |
| 81. Pressins (38323)                          | 82. Roche (38339)                       | 83. Rochetoirin (38341)               | 84. Romagnieu (38343)                  |
| 85. Ruy (38348)                               | 86. Saint-Alban-de-Roche (38352)        | 87. Saint-Albin-de-Vaulserre (38354)  | 88. Saint-André-le-Gaz (38357)         |
| 89. Saint-Baudille-de-la-Tour (38365)         | 90. Saint-Bueil (38372)                 | 91. Saint-Chef (38374)                | 92. Saint-Clair-de-la-Tour (38377)     |
| 93. Saint-Didier-de-Bizonnes (38380)          | 94. Saint-Didier-de-la-Tour (38381)     | 95. Saint-Geoire-en-Valdaine (38386)  | 96. Saint-Hilaire-de-Brens (38392)     |
| 97. Saint-Jean-d'Avelanne (38398)             | 98. Saint-Jean-de-Soudain (38401)       | 99. Saint-Marcel-Bel-Accueil (38415)  | 100. Saint-Martin-de-Vaulserre (38420) |
| 101. Saint-Ondras (38434)                     | 102. Saint-Quentin-Fallavier (38449)    | 103. Saint-Romain-de-Jalionas (38451) | 104. Saint-Savin (38455)               |
| 105. Saint-Sorlin-de-Morestel (38458)         | 106. Saint-Sulpice-des-Rivoires (38460) | 107. Saint-Victor-de-Cessieu (38464)  | 108. Saint-Victor-de-Morestel (38465)  |
| 109. Sainte-Blandine (38369)                  | 110. Salagnon (38467)                   | 111. Satolas-et-Bonce (38475)         | 112. Sermérieu (38483)                 |
| 113. Siccieu-Saint-Julien-et-Carisieu (38488) | 114. Soleymieu (38494)                  | 115. Succieu (38498)                  | 116. Sérézin-de-la-Tour (38481)        |
| 117. Tignieu-Jameyzieu (38507)                | 118. Torchefelon (38508)                | 119. La Tour-du-Pin (38509)           | 120. Trept (38515)                     |
| 121. Valencogne (38520)                       | 122. Vasselin (38525)                   | 123. Vaulx-Milieu (38530)             | 124. Velanne (38531)                   |
| 125. Vernas (38535)                           | 126. La Verpillière (38537)             | 127. Vertrieu (38539)                 | 128. Veyrins-Thuellin (38541)          |
| 129. Veyssilieu (38542)                       | 130. Vignieu (38546)                    | 131. Villefontaine (38553)            | 132. Villemoirieu (38554)              |
| 133. Virieu (38560)                           | 134. Voissant (38564)                   | 135. Vénérieu (38532)                 | 136. Vézeronce-Curtin (38543)          |
| 137. Les Éparres (38156)                      |                                         |                                       |                                        |